# Grotta di San Giovanni
(Alberto La Marmora, Itinéraire de l'île de Sardaigne, Torino, 1860)
La grotta di San Giovanni è ubicata nel territorio comunale di Domusnovas, provincia del Sulcis Iglesiente, in Sardegna.
La grotta è stata riconosciuta monumento naturale, istituito ai sensi della L.R. n. 31/1989 con determinazione D.G. n. 2777/1999 dell'Assessorato alla difesa dell'ambiente della Regione autonoma della Sardegna, e come tale sottoposta a vincolo.
Ora chiusa al traffico, è stata l'unica in Italia ad essere attraversata da una strada carrozzabile. Questa cavità lunga 850 metri è la più lunga tra le sette grotte naturali al mondo. Le altre grotte sono la grotte del Mas d’Azil in Francia (420m), la Fengyang Pass in Cina (370m), la Cuevona in Spagna (300m), Natural Tunnel in America, Tennessee (260m), la Jenolan cave in Australi (150m) e Ohashi Bridge in Giappone (90m). Si raggiunge uscendo dal paese di Domusnovas in direzione nord e percorrendo la strada provinciale che costeggia il rio San Giovanni.
A partire dal Giugno 2020 diventa la prima grotta al mondo interamente allacciata ad una connessione internet e coperta dal segnale Wi-Fi per tutti i suoi 850 metri di lunghezza. 
Le sue caratteristiche uniche e le sue dimensioni la rendono visitabile anche da parte dei disabili, grazie anche ai servizi offerti dall'attuale gestione, la quale mette inoltre a disposizione una pratica audioguida interattiva multilingua.
È meta di arrampicatori sportivi da tutta Europa per via delle spettacolari pareti rocciose site nel territorio comunale, il Monte acqua ospita 859 vie di arrampicata sportiva.

## Caratteristiche
Usciti dall'abitato, la strada asfaltata si inoltra ai piedi della montagna conduce all'ingresso sud. Tale ingresso si presenta agli occhi del visitatore all'improvviso, in tutta la sua imponenza.
La grotta è sovrastata ad est dal monte Acqua (540 m) e ad ovest da punta San Michele (908 m).

La grotta è un bell'esempio di fenomeno carsico. Il fenomeno carsico che la generò è dovuto allo scorrere di un fiume sotterraneo che provocò il cedimento di una massa calcarea rocciosa. 

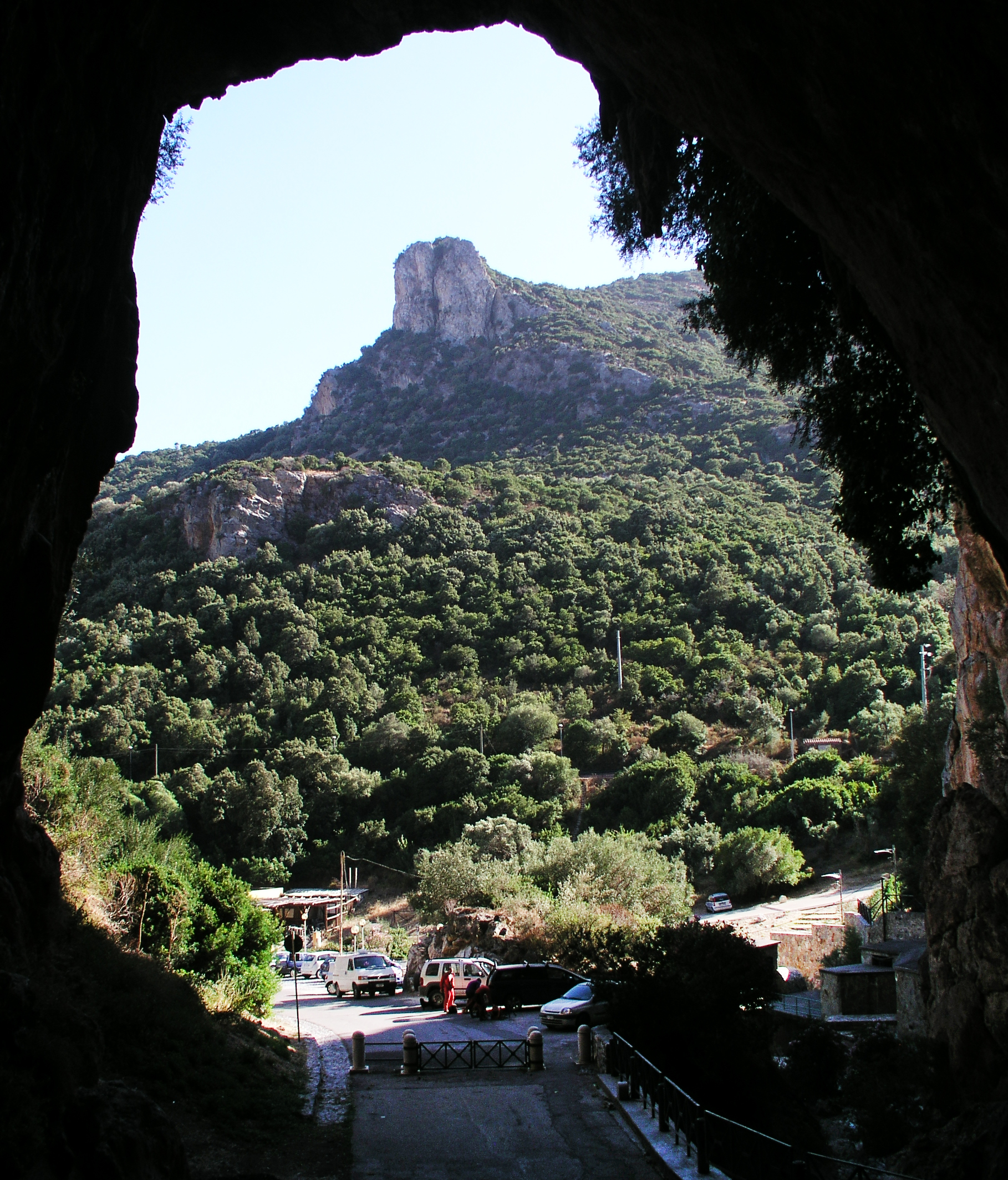
Massiccio Perd'e Cerbu in prossimità della grotta

Il ramo principale (livello stradale) lungo 850 metri, sbuca con un altro monumentale ingresso nella valle di Oridda. Il ramo principale, interamente attraversato dal rio che raccoglie le acque delle vallate a monte, è caratterizzato da ampie sale, da grandi concrezioni a vaschetta, la più grande di queste concrezioni si trova in prossimità dell'uscita nord e da stalattiti e da stalagmiti.
Oltre al ramo principale la grotta si sviluppa su altri due livelli, (accessibili solo agli esperti), rendendo la grotta lunga 2000 metri:
- il ramo superiore o fossile detto "Ramo Bobore";
- il ramo attivo detto "Su stampu de Pireddu". Il ramo attivo è il più interessante, in quanto costituito da una serie di gallerie e cunicoli per uno sviluppo totale di 2 km, e con la presenza di laghi sotterranei e sifoni. Ancora oggi questo ramo è oggetto di studio.

## Testimonianze storiche

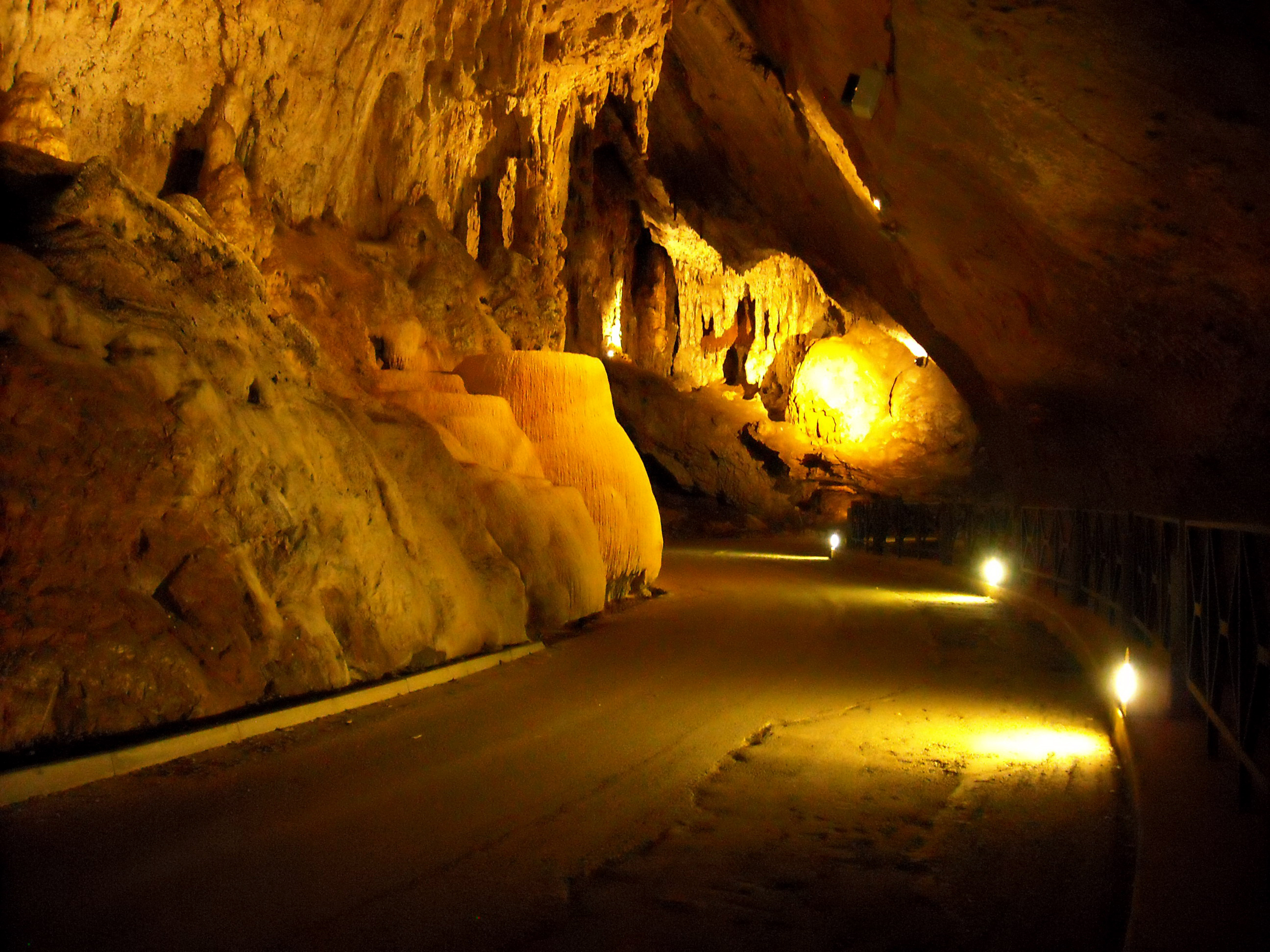
Interno della grotta

Numerosi reperti sono stati rinvenuti all'interno della grotta, si tratta principalmente di cocci di vasellame, a testimonianza che la cavità era utilizzata come rifugio. A testimonianza di ciò sono anche i resti delle possenti mura preistoriche, che avevano lo scopo di chiudere fortificando gli ingressi nord e sud. 
Tali mura rimasero in piedi sino al XIX secolo, quando il conte Beltrami, si fece promotore della realizzazione di una strada carreggiabile, con lo scopo di facilitare il trasporto di materiale dalla vicina miniera di Sa Duchessa. Per la costruzione della strada si demolì anche la cappella di San Giovanni, che si trovava all'interno della grotta in prossimità dell'ingresso nord, e che fu ricostruita nella valle accanto all'ingresso sud. 
La strada carrabile rendeva il fenomeno carsico interamente percorribile in auto, ma fu chiusa al traffico per preservarne le condizioni ambientali. La strada e l'impianto di illuminazione rinnovato, rendono la grotta interamente percorribile a piedi.

## Raggiungere la grotta
Ingresso sud

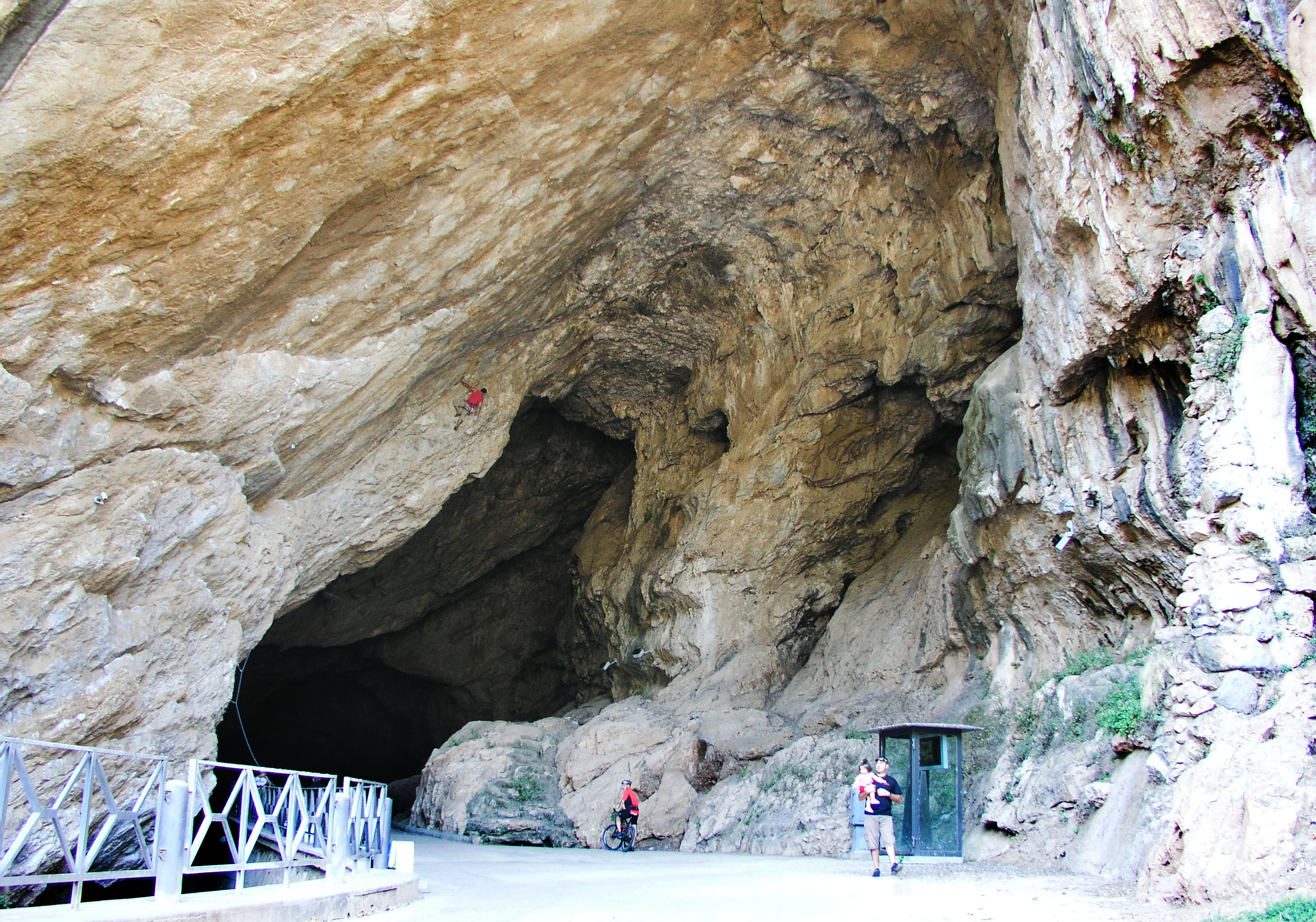
Veduta Ingresso sud

- Si raggiunge uscendo dal paese di Domusnovas in direzione nord e percorrendo la strada provinciale che costeggia il rio San Giovanni.

Superata l'ex cartiera, storico sito industriale (veniva citato dal generale La Marmora nel suo libro Viaggio in Sardegna nel 1860), si possono vedere sulla sinistra le rovine di un vecchio mulino, recentemente entrato nel patrimonio comunale, che sarà destinato al servizio di accoglienza turistica. 
La strada continua arrivando all'ingresso sud dove è presente un parcheggio ed un'area di ristoro. Da qui dopo la visita alla grotta, è possibile proseguire attraversando il ponte sul rio San Giovanni, verso la chiesa campestre di San Giovanni, in una bella vallata ricoperta di ulivi secolari. Proseguendo ancora, verso sud, in direzione Domusnovas, percorrendo il lato opposto rispetto all'andata del rio San Giovanni, si raggiunge un'altra zona di interesse turistico, il nuraghe Sa Dom'e S'Orcu.
Ingresso nord
- L'imboccatura Nord è invece raggiungibile, con un itinerario alternativo, percorrendo la nuova strada provinciale di circonvallazione. Usciti dalla SS.130 in corrispondenza del bivio per Domusnovas/Musei, al km 43, si prende la direzione Marganai. In questo si raggiunge direttamente la vallata di Is'Orias. Da qui, seguendo le indicazioni verso sinistra e percorrendo una strada immersa in un bosco di lecci, si raggiunge l'ingresso nord.

Questo percorso è indicato per coloro che successivamente vogliono raggiungere a piedi, in quanto la strada è interdetta al traffico con una sbarra che apre dalle 9 alle 16, il Giardino Montano Linasia, il villaggio di San Benedetto (frazione di Iglesias); oppure visitare i numerosi siti minerari abbandonati (Barrasciutta, Sa Duchessa, Arenas, Perda Niedda).

## Sport
Sia l'ingresso Nord che quello Sud, insieme alle numerose falesie presenti nella Valle di Oridda, sono utilizzate tutto l'anno come palestre per gli sport di arrampicata.
Il 20 ottobre 2009 il noto climber della repubblica Ceca Adam Ondra ha scalato nella grotta la via Super Marina gradandola tra le più difficili vie d'arrampicata da lui percorse 9a+/9b, quindi tra gli itinerari più duri al mondo.

## Curiosità
Arrivando dal centro abitato verso l'ingresso sud, poco prima, salendo nella vallata a sinistra, si trova la Chiesetta di San Giovanni, ricostruita a seguito della demolizione della Cappella che si trovava all'interno della grotta per permettere la costruzione della strada per il collegamento alla valle dall'ingresso nord. Di particolare interesse è il Quadro che raffigura il Battesimo di Gesù nel Giordano e la Madonnina situata all'esterno della Chiesa.